# Tom Buk-Swienty
Tom Buk-Swienty, né le 19 juillet 1966 à Eutin, est un historien, journaliste et écrivain danois.